# Нови християни
Новите християни (на испански: cristianos nuevos; на португалски: cristãos novos), наричани също конверси, са обществено съсловие в Испания и Португалия между XV и XIX век.
То се образува в края на Реконкистата, когато голям брой мюсюлмани и евреи са покръстени, доброволно или насилствено. Въпреки промяната не религията си, те не получават равни права с останалите поданици, наричани стари християни, а са подложени на различни дискриминационни мерки. Правното разграничение между нови и стари християни е премахнато в Португалия през 1772 година, а в Испания – в началото на XIX век.